# 热尔拉什海峡
热尔拉什海峡（英語：Gerlache Strait）是南極洲的海峽，分隔帕默群島和南極大陸，比利時的探險隊在1898年初首次踏足該海峽，以該次探險隊的指揮命名。

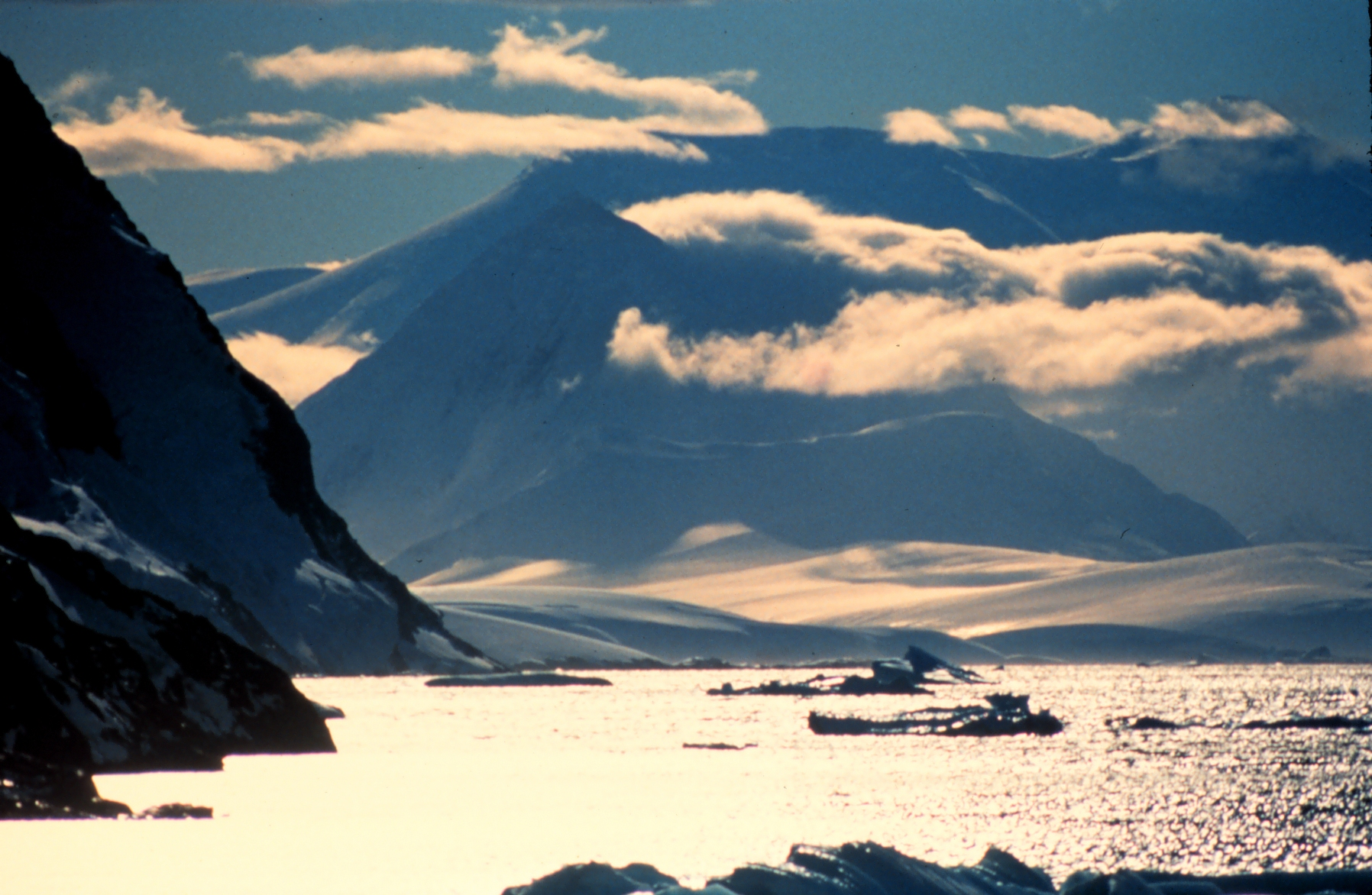
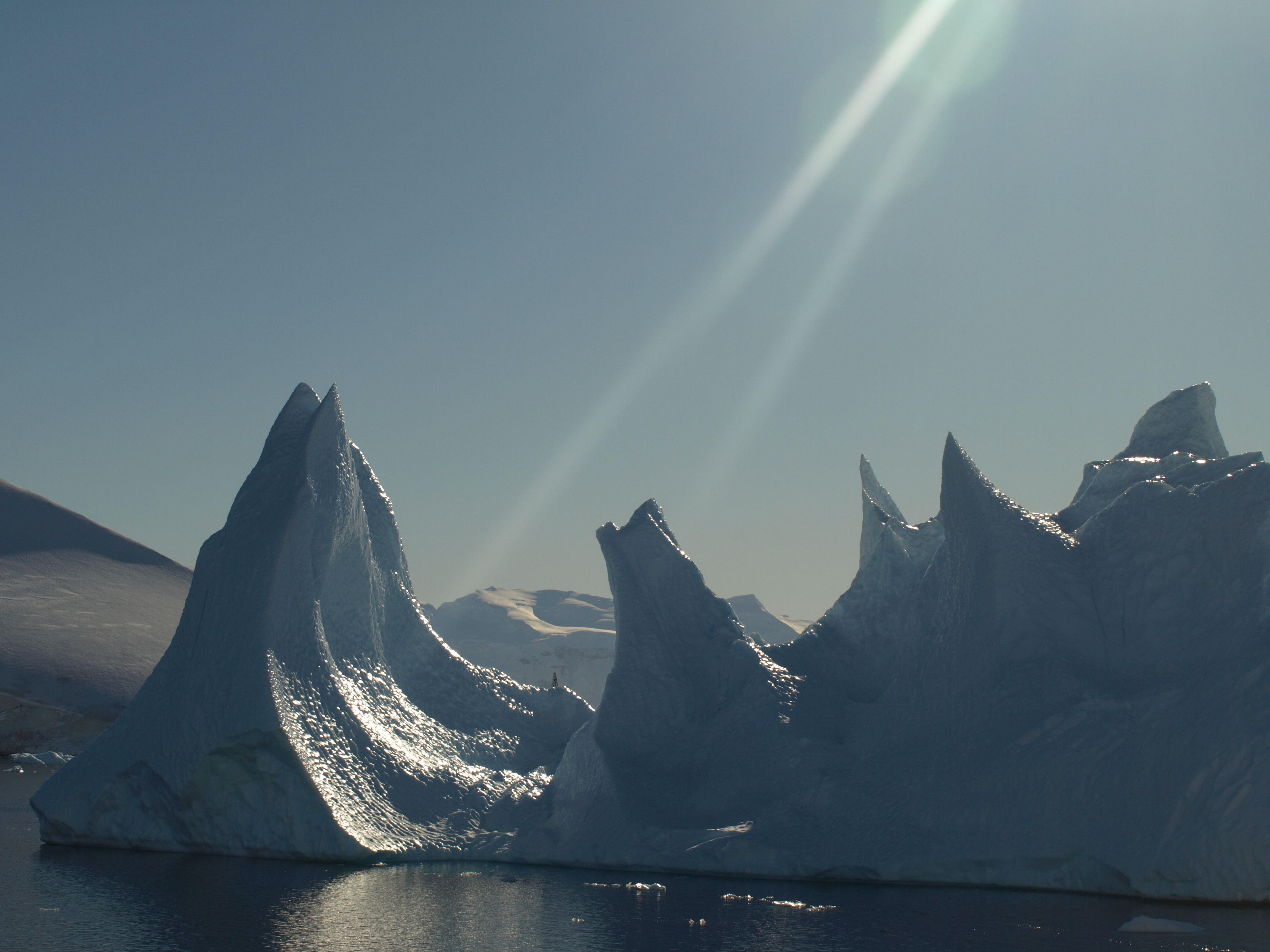
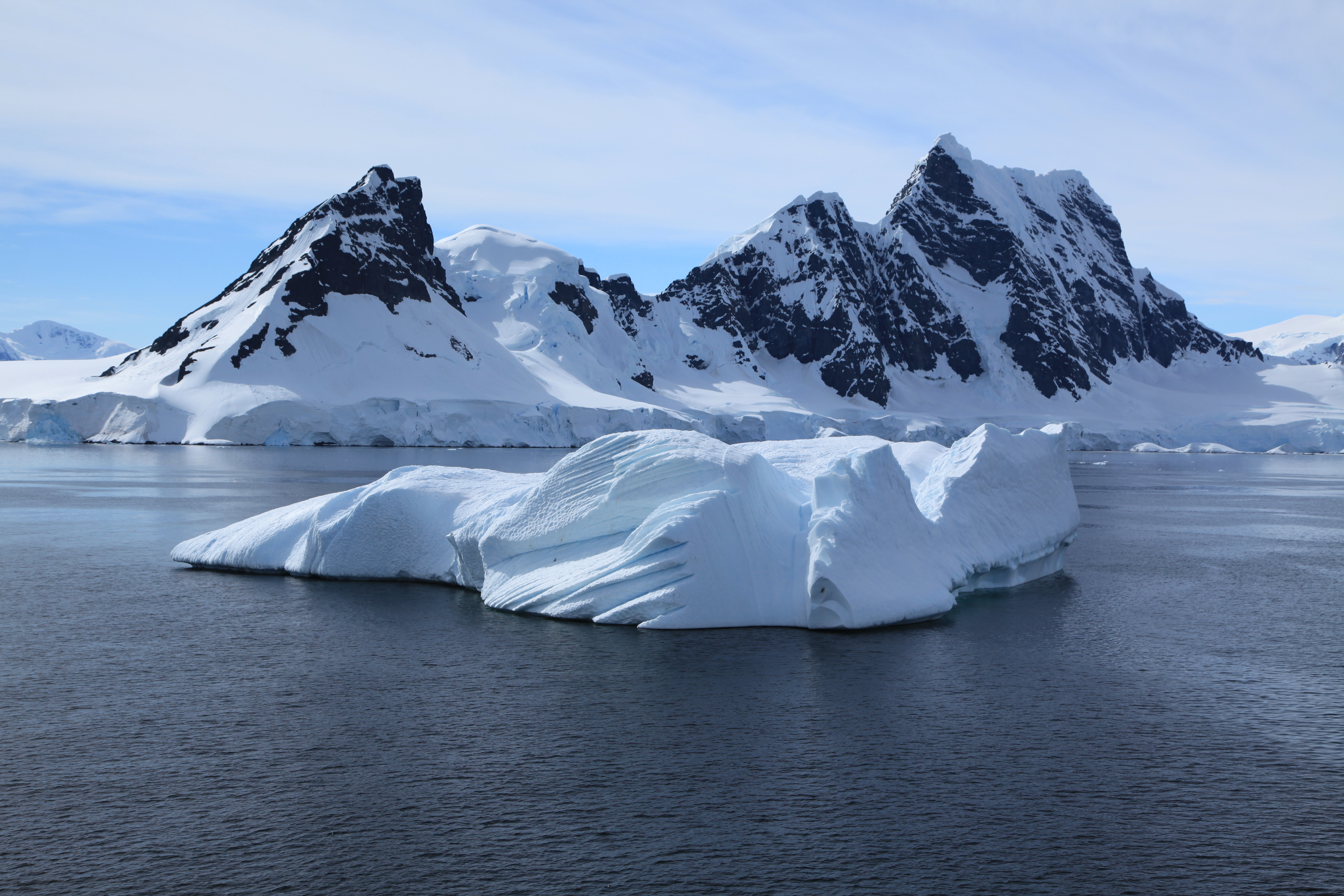

## 外部連結

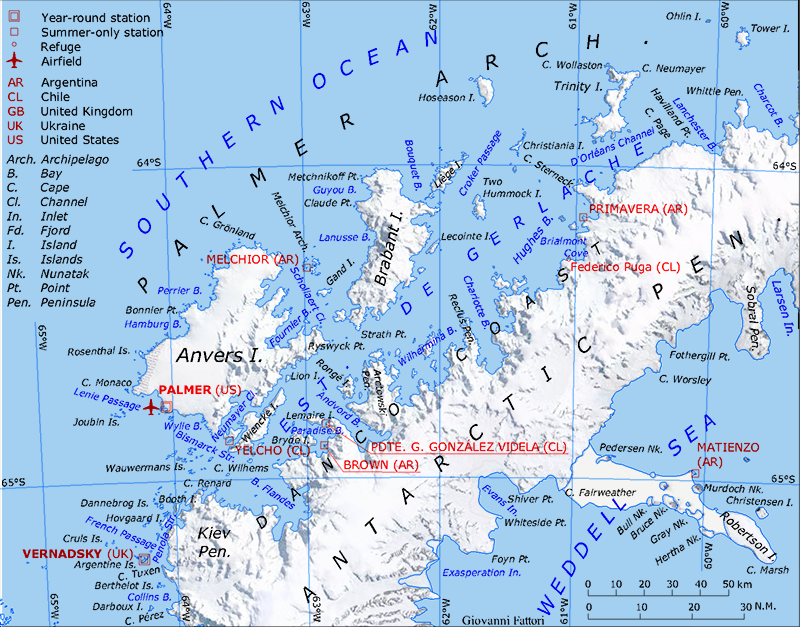
热尔拉什海峽

- Images from the Gerlache Strait （页面存档备份，存于）

64°30′S 62°20′W / 64.500°S 62.333°W